# Arieh Warshel
Arieh Warshel (hebrejsky אריה ורשל‎, Arje Varšel; * 20. listopadu 1940, Sde Nachum) je izraelsko-americký biochemik a biofyzik působící na Univerzitě Jižní Kalifornie. V roce 2013 získal společně s Michaelem Levittem a Martinem Karplusem Nobelovu cenu za chemii za „vývoj víceměřítkových modelů komplexních chemických systémů“.

## Život
Narodil se v kibucu Sde Nachum v Bejtše'anském údolí v britské mandátní Palestině (dnešní Izrael). Během povinné vojenské služby v izraelské armádě sloužil v obrněném sboru. Následně studoval bakalářský obor chemie na Technionu v Haifě a promoval summa cum laude v roce 1966.
Ve studiu poté pokračoval na Weizmannově institutu věd v Rechovotu, kde v letech 1967 a 1969 získal magisterský (MSc) a posléze doktorský (PhD) titul v chemické fyzice. Po získání doktorátu se věnoval postdoktorské praxi na Harvardově univerzitě, v letech 1972 až 1976 se vrátil na Weizmannův institut a pracoval pro laboratoř molekulární biologie v Cambridgi. V roce 1976 nastoupil na katedru chemie Univerzity Jižní Kalifornie.
V řadách izraelské armády bojoval v šestidenní válce v roce 1967, jomkipurské válce v roce 1973 a dosáhl hodnosti kapitána.

## Ocenění
- Annual Award of the International Society of Quantum Biology and Pharmacology (1993)
- Tolman Medal (2003)
- President’s award for computational biology from the ISQBP (2006)
- RSC Soft Matter and Biophysical Chemistry Award (2012)
- Nobelova cena za chemii (2013) společně s Martinem Karplusem a Michaelem Levittem za „vývoj víceměřítkových modelů komplexních chemických systémů“